# Аббади, Жан-Жак Блез д’
Жан-Жак Блез д’Аббади (фр. Jean-Jacques Blaise d'Abbadie; 4 февраля 1726 — 4 февраля 1765) — французский колониальный деятель, 12-й губернатор Французской Луизианы (1763—1765). Он служил с февраля 1763 года, пока не умер два года спустя в Новом Орлеане.

## Военно-морская карьера
Родившийся в Шато д’Одо недалеко от Наварренса, Франция, в 1726 году, д’Аббади получил образование в Колледже д’Аркур в Париже, который окончил в 1742 году (в возрасте шестнадцати лет).
Он поступил на королевскую службу клерком в отдел приемки пиломатериалов военно-морской верфи Рошфора. В течение следующих двух лет он работал писцом в контролерской конторе и писарем в флотской ремонтной мастерской. В 1745—1746 годах Жан-Жак служил на борту французского военного корабля на Антильских островах и в канадских водах. Захваченный английскими войсками в 1746 году, он содержался в качестве военнопленного. После подписания Второго Ахенского мира в 1748 году он был освобожден из плена, после чего вернулся к работе во французской военно-морской бюрократии. В 1751 году он получил звание обер-писаря артиллерийского ведомства, а в 1757 году — генерал-интенданта (примерно в возрасте 31 года).
Уполномоченный ordonnateur (глава администрации и первый судья колониального трибунала) Луизианы 29 декабря 1761 года, д’Аббади получил приказ французской короны улучшить отношения между враждующими религиозными орденами колонии, капуцинами и иезуитами, а также эффективно управлять финансовые, полицейские и судебные дела колонии. Вскоре после выхода из Бордо его корабль был захвачен английскими военными кораблями. Он снова содержался в качестве военнопленного, на этот раз в течение трех месяцев. После освобождения на Барбадосе д’Аббади вернулся во Францию.

## В Луизиане
В феврале 1763 года Жан-Жак д’Аббади был назначен генеральным директором Луизианы (Новая Франция), и эта должность была образована путем объединения ролей бывшего губернатора и ордоннатера. Ему было поручено расформировать французский гарнизон и подготовить колонию к оккупации английскими и испанскими войсками в соответствии с условиями Парижского договора (1763 г.).
Покинув Рошфор в марте 1763 года, д’Аббади 21 июня прибыл в устье реки Миссисипи. В июле готовился к переброске Ангумуаского полка в Санто-Доминго. Он отправился в Мобил, чтобы помочь британским войскам установить контроль над Западной Флоридой и контролировать переброску французских солдат из региона на территорию, удерживаемую Францией.
Его оставшееся пребывание на посту было посвящено примирению английских колонистов и враждебно настроенных индейцев, предотвращению вовлечения Франции в восстание Понтиака и поддержанию управления в Луизиане спустя долгое время после того, как ожидалось прибытие испанских войск, несмотря на отсутствие поддержки со стороны Франции. Д’Аббади подвергся критике со стороны купцов Нового Орлеана за то, что он отдавал предпочтение интересам Лаклед-Шуто с исключительными индийскими торговыми привилегиями в Верхней Луизиане.
Жан-Жак д’Аббади умер в Новом Орлеане 4 февраля 1765 года. Его останки покоятся в соборе Святого Людовика во Французском квартале Нового Орлеана. Он был единственным французским колониальным губернатором, умершим в колонии. В городе есть улица, названная в его честь, хотя и с небольшой опечаткой: улица Д’Абади.